# 盧巴洛
9°9′S 19°17′E / 9.150°S 19.283°E
盧巴洛（葡萄牙語：Lubalo），是安哥拉的城鎮，位於該國東北部，由北倫達省負責管轄，北鄰卡溫古拉和奎盧，西鄰卡彭達-卡穆倫巴和寬果，2006年人口38,786。